# Parc del Palau de Rundale
El Parc del Palau de Rundale és un destacat jardí dels estats bàltics. El disseny del parc fou fet per l'arquitecte rus d'origen italià Francesco Bartolomeo Rastrelli (en rus: Франче́ско Бартоломе́о Растре́лли) (1700-1771) que va fer entre els anys 1736 i 1740. El disseny de Rastrelli va preveure un jardí cerimoniós de deu hectàrees de 5 carrerons radials que oferien una intimitat al parc que utilitzada per la caça. El treball en el parc fou continuat també durant el segon període de construcció del palau. En 1972 es va obrir el museu permanent del Palau de Rundāle.